# Shaman King: Flowers
 (јап. シャーマンキングFLOWERS, Shāman Kingu Furawāzu) je manga koju je napisao i ilustrovao Hirojuki Takei, i nastavak je njegovog serijala Shaman King. Serijalizovala se od 2012. do 2014. godine u Šueišinoj manga reviji Jump X. Poglavlja su sakupljena u šest tankobona. Priča prati Joovog i Aninog sina Hanu.
Anime adaptacija ovog naslova se emitovala od 10. januara do 3. aprila 2024. godine.

## Franšiza

### Manga
Mangu Shaman King: Flowers napisao je i ilustrovao Hirojuki Takei. Serijalizovala se u Šueišinoj manga reviji Jump X od 10. aprila 2012. do 10. oktobra 2014. godine, kada je magazin ugašen. Poglavlja su sakupljena u šest tankobona; prvi je izašao 10. avgusta 2012., a poslednji 19. decembra 2014. godine. Izdavačka kuća Kodanša je 2019. objavila tomove u digitalnom formatu.

#### Spisak tomova
| - 01. "" (つぼみ ") - 02. "" (親戚が殺しに来た ") - 03. "?" (枯れてる? "?") - 04. "" (西東京擬音祭り ") |

| - 05. "" (帰ってきたおシャマなシャーマン ") - 06. "" (カチコミ自宅 ") - 07. "" (喪失感 ") - 08. "!" (逃避行それは非行 ") |

| - 09. "" (ショッキングモール2014 ") - 10. "" (節分 ") - 11. "" (鬼、河原に寝込む ") - 12. "" (バビロンボーイ ") |

| - 13. "" (一分咲き ") - 14. "" (あの日見た花がお前を撲殺も だが死なない。 ") - 15. "" (フラワー・オブ・なんちゃら ") - 16. "" (ソフト＆クリーム ") - 17. "" (追い込まる ") |

| - 18. "" (同い年〜オレと親父とおじさんが〜 ") - 19. "" (亡零 ") - 20. "" (亡零 2 ") - 21. "" (亡零 3 ") - 22. "" (亡零 4 ") |

| - 23. "" (亡零 5 ") - 24. "" (亡零 6 ") - 25. "" (亡零 7 ") - 26. "" (亡零 8 ") - 27. "" (亡零 9 ") - 28. "" (亡零 10 ") - . "" (亡零 11 ") |

### Anime
Originalni Shaman King serijal je 2021. godine dobio ribut u vidu animea. Kada je poslednja epizoda emitovana, najavljeno je da će Shaman King: Flowers takođe biti adaptiran. Vest je potvrđena marta 2023. godine. Anime se emitovao od 10. januara do 3. aprila 2024. godine.

## Spoljašnji izvori
- Odeljak o mangi na sajtu časopisa Jump X (језик: јапански)
- (језик: јапански)
- Shaman King: Flowers  на веб-сајту